# Михайлов, Александр Фадеевич
Алекса́ндр Фаде́евич Миха́йлов (20 апреля 1925 года — 2 января 1944 года) — пулемётчик мотострелкового батальона 69-й механизированной бригады 9-го механизированного корпуса 3-й гвардейской танковой армии Воронежского фронта, рядовой. Герой Советского Союза (1943).

## Биография
Александр Фадеевич Михайлов родился 20 апреля 1925 года в деревне Кручинино Уфимского кантона Башкирской АССР.
Русский. Окончил 7 классов. До войны учился в Уфимском педагогическом училище.
Призван в Красную Армию Уфимским райвоенкоматом в 1943 году. С этого же года в действующей армии.
Пулемётчик мотострелкового батальона 69-й механизированной бригады (9-й механизированный корпус, 3-я гвардейская танковая армия, Воронежский фронт) рядовой Михайлов отличился в боях на реке Днепр.
Погиб 2 января 1944 года. Похоронен в братской могиле советских воинов в селе Осыково Бердичевского района Житомирской области (Украина). В 1980 году на могиле установлена скульптура воина, справа от неё положено 6 плит с именами погибших воинов, в том числе и именем Александра Михайлова.

## Подвиг
«Пулемётчик мотострелкового батальона 69-й механизированной бригады (9-й механизированный корпус, 3-я гвардейская танковая армия, Воронежский фронт) рядовой Михайлов А. Ф. в ночь на 22 сентября 1943 года в числе первых форсировал реку Днепр и содействовал преодолению реки подразделением. В боях на букринском плацдарме (Каневский район Черкасской области Украины) огнём из пулемёта поддерживал наступление своей роты, стойко отражал контратаки противника, уничтожив до 20-и гитлеровцев».
Указом Президиума Верховного Совета СССР от 17 ноября 1943 года за образцовое выполнение боевых заданий командования и проявленные при этом геройство и мужество рядовому Михайлову Александру Фадеевичу присвоено звание Героя Советского Союза с вручением ордена Ленина и медали «Золотая Звезда».

## Память
В деревне Кручинино Уфимского района на доме, где жил Герой, установлена мемориальная доска.
Школе в д.Николаевка Уфимского района присвоено имя Героя Советского Союза А.Ф.Михайлова

## Награды
- Медаль «Золотая Звезда» Героя Советского Союза (17.11.1943)[4].
- Орден Ленина (17.11.1943).
- Орден Красной Звезды (05.10.1943)[5].